# Abbaye Saint-Géraud d'Aurillac
 (décembre 2022).
L'abbaye Saint-Géraud d'Aurillac est une ancienne abbaye bénédictine qui a été le modèle de celle de Cluny. Elle a été fondée avant 885 en Auvergne (actuel département du Cantal) par le comte Géraud d'Aurillac,.
L'abbaye a été un centre intellectuel de premier plan au Moyen Âge, ayant par exemple formé Gerbert d'Aurillac, tandis que la ville est une des premières sauvetés. L'abbé-comte d'Aurillac était le chef d'une importante seigneurie comprenant la ville d'Aurillac et une part importante du sud-ouest de l'actuel département du Cantal et du nord de l'Aveyron correspondant à l'ancien Carladez et Barrez. Elle avait également plus d'une centaine de dépendances et possessions, dont une quarantaine de prieurés allant de l'Auvergne jusqu'en Espagne et s'étendant sur une douzaine de diocèses.

## Histoire

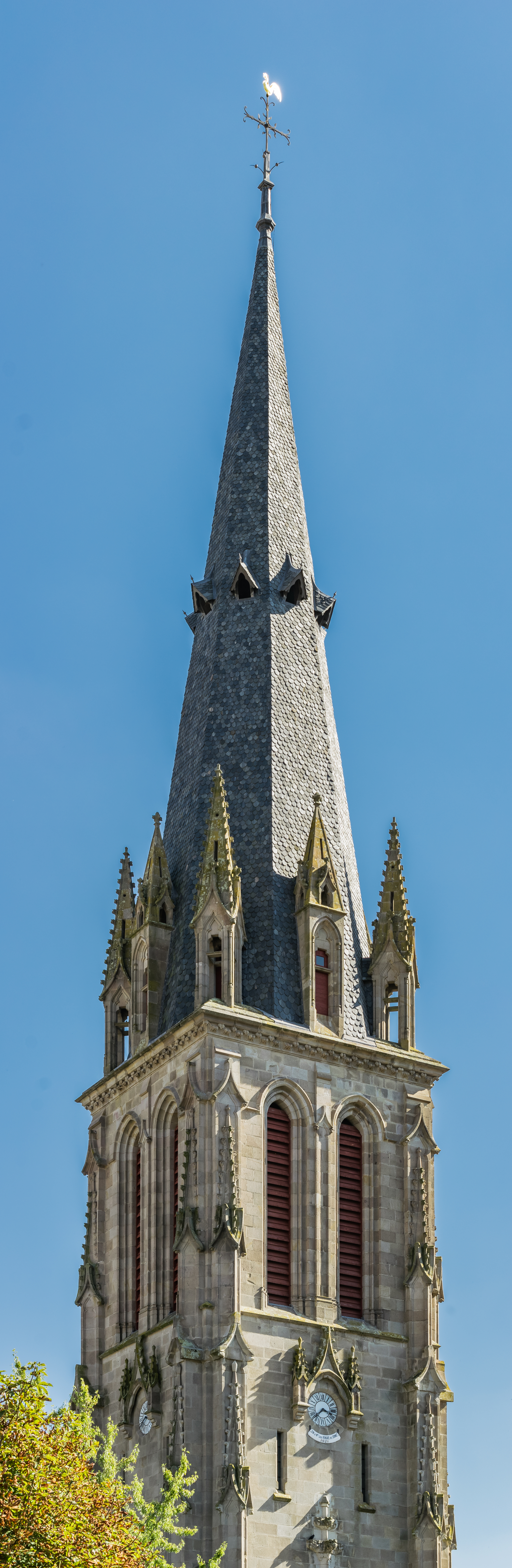
Le clocher de la fin du XIXe siècle.

### Fondation

#### Contexte: la France au début duXesiècle
Rédigée au VIe siècle, la règle de saint Benoît prévoyait que les moines soient dirigés par un abbé et qu'ils partagent leur temps entre la prière et le travail manuel.
Au début du IXe siècle, Benoît d'Aniane tente de la diffuser dans tous les monastères de l'empire carolingien. Mais le travail manuel est délaissé au profit de la prière. Les laïcs nomment des abbés qui leur sont fidèles et contrôlent par là même les domaines fonciers des établissements réguliers.

#### Une abbaye bénédictine indépendante du pouvoir séculier
Géraud considérait que son domaine qui s'étendait entre les Monts-d'Auvergne, le Rouergue, Périgueux et Tulle était allodial et il ne voulut jamais rendre hommage à personne pour ses terres, sauf celle de Talizat parce que, nous explique Odon de Cluny, sa situation dans la Planèze hors des Montagnes d'Auvergne ne lui permettait pas d'en défendre lui-même les habitants. Vainement son cousin Guillaume, duc d'Aquitaine et comte d'Auvergne, lui proposa-t-il de se recommander à lui et de bénéficier de sa protection.
Dès qu'il eut donné tout son domaine à l'abbaye qu'il fondait (vers 875), Géraud se comporta comme s'il était lui-même le premier abbé et il fit hommage au pape : il déclara tenir de lui toutes les terres, châteaux et autres possessions, et, en signe de cela, il s'obligea à payer au Saint-Siège un cens annuel d'une maille d'or.
Géraud obtint aussi une charte de sauvegarde de Charles-le-Simple qui fut confirmée à Bourges en 914.
Il obtint aussi que son domaine soit libre et exempt de toute juridiction épiscopale et qu'il ne relève que du pape, ainsi qu'un évêque, raison pour laquelle l'abbé d'Aurillac était lui-même mitré et crossé.
Cette franchise et cette immunité seront renouvelées par plusieurs papes et plusieurs rois.
Odon de Cluny fut en 920, un bref temps abbé, mais il prit rapidement un coadjuteur, Arnuffle. Tous deux installèrent à l'abbaye d'Aurillac les usages de Cluny, fondèrent une école de théologie, de grammaire et de musique qui resta renommée pendant plusieurs siècles. L'abbaye de Saint-Pons de Thomières fut repeuplée en 926 par Arnuffle qui y installa les usages clunisiens au nom d'Odon.
Ses successeurs achevèrent son œuvre : Gérauld de Sainte-Sève termina la construction de la basilique ; Raymond de Vaur fonda une riche bibliothèque et s'intéressa au chant grégorien.

## Construction de l'abbaye[àrecycler]
Six étapes de construction de l'église abbatiale peuvent être distinguées :

### Aurillac 0
Église Saint-Clément, antérieure à la fondation de l'abbaye est soit située au même emplacement qu'aujourd'hui, soit ailleurs.

### Aurillac I

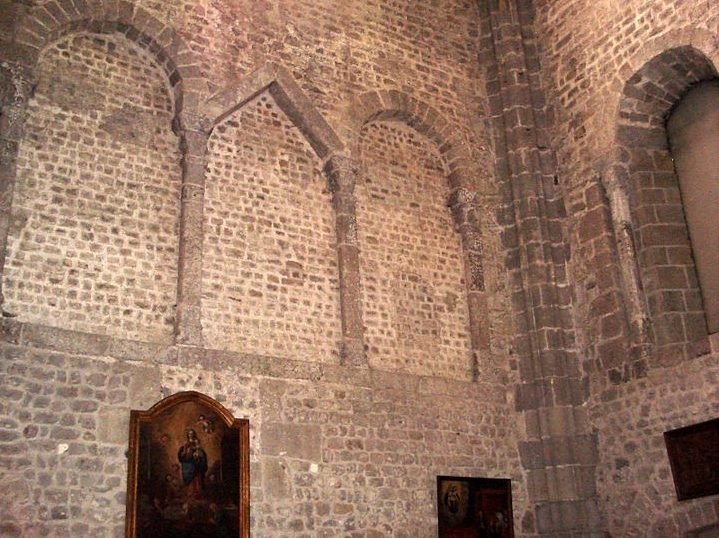
Triplet roman du transept de l'église Aurillac III.

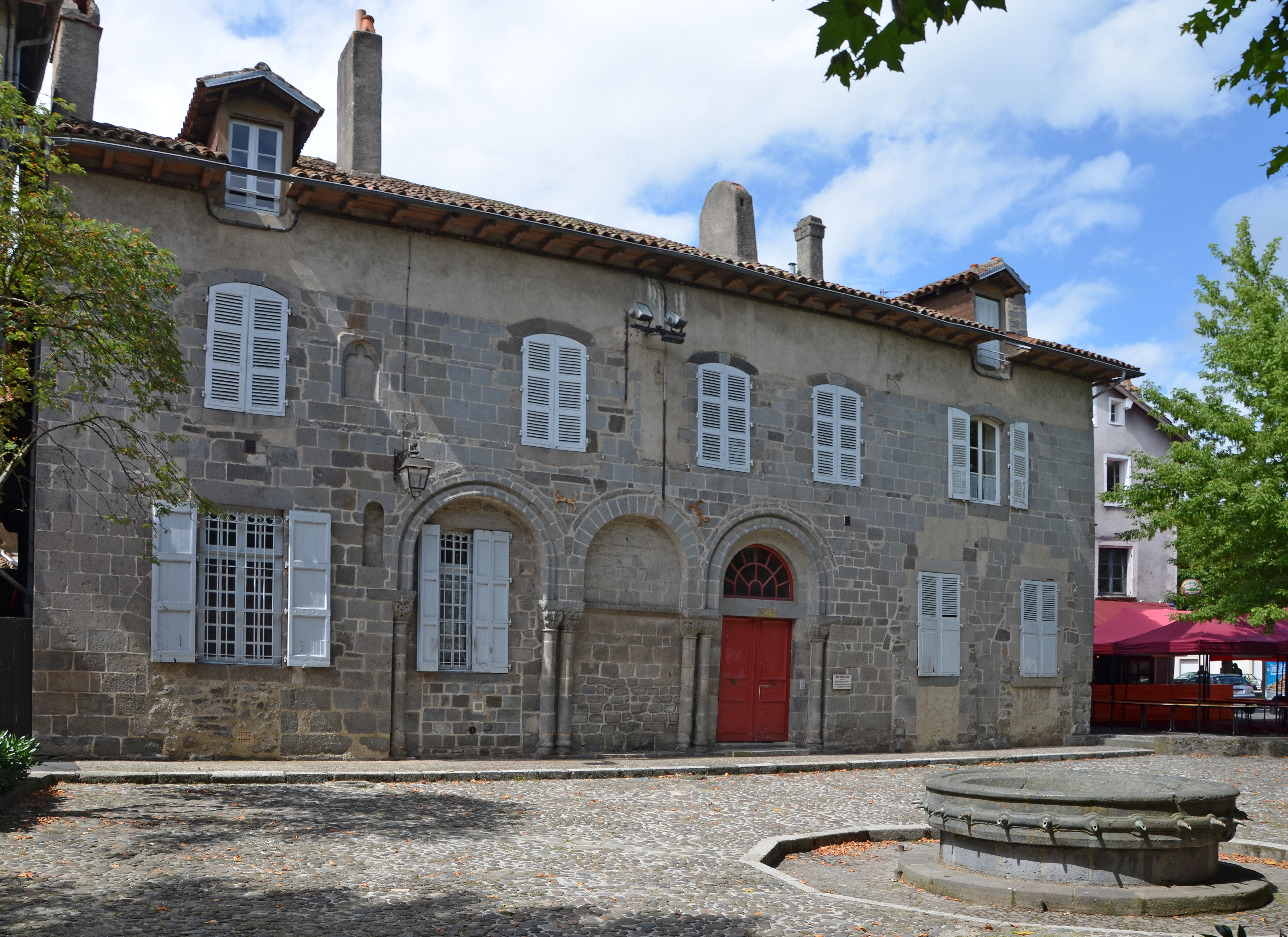
Hôpital abbatial de l'abbaye d'Aurillac.

C'est Géraud d'Aurillac qui, en 885, pose les fondements de la nouvelle abbaye, délimite l'enceinte de son enclos dans la plaine qui est en contrebas du château Saint-Étienne et de l'ancienne église Saint-Clément où ses parents étaient enterrés et qui, pendant dix-huit ans, fait bâtir la première église abbatiale dédicacée en 916 ou 918 sous le vocable de Saint-Pierre-et-Saint-Paul.

### Aurillac II
L'église est reconstruite plus grande par Géraud de Saint-Céré, cinquième abbé, et consacrée en 972 par Étienne, évêque d'Auvergne, assisté des évêques de Périgueux et de Cahors.

### Aurillac III
Par Pierre de Cizières, treizième abbé de 1077 à 1107, consacrée par le pape Urbain II en 1095. À l'époque romane, le transept est orné de triplets, arcatures aveugles constituées d'un arc en mitre encadré de deux arcs en plein cintre.

### Aurillac IV
Destruction par les Calvinistes en 1569, reconstruction au XVIe siècle.

### Aurillac V
Reconstruction au XVIIe siècle par Charles de Noailles, abbé d'Aurillac en 1606, puis évêque de Saint-Flour en 1610 (fin des travaux en 1643). La nef de l'église comporte une seule travée.

### Aurillac VI
La reconstruction de l'église est terminée dans la deuxième moitié du XIXe siècle selon des plans de l'architecte Jules Lisch (architecte qui a reconstruit le château Saint-Étienne) ou de Jean-Baptiste Lassus, selon les sources, en complétant la nef avec trois travées et un porche, et en reconstruisant à neuf le clocher. Le clocher actuel de l'église abbatiale Saint-Géraud d'Aurillac est la plus haute construction de la ville avec ses 77 mètres de hauteur et a été inauguré en 1898.

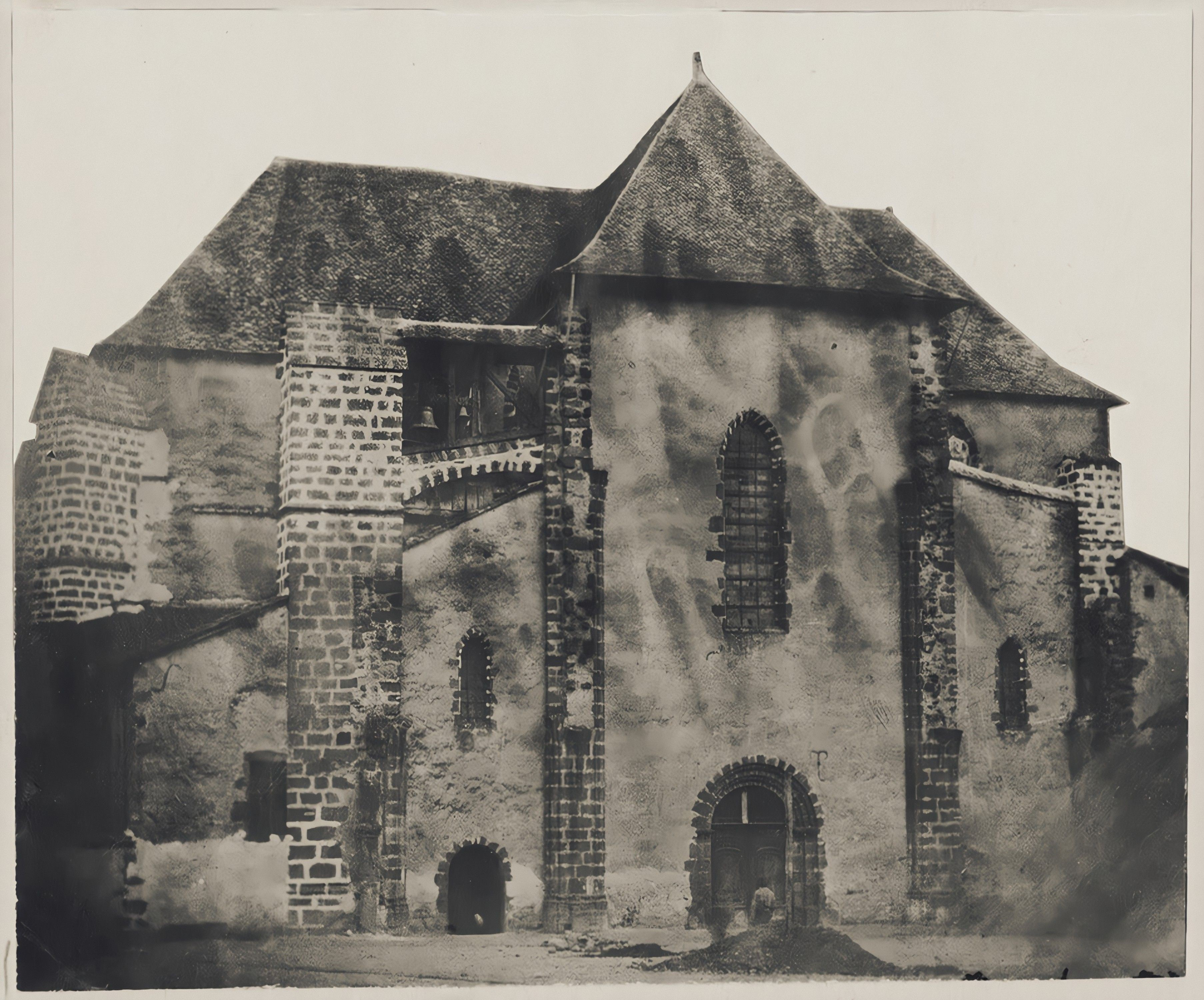
L'abbatiale avant sa restauration/reconstruction.
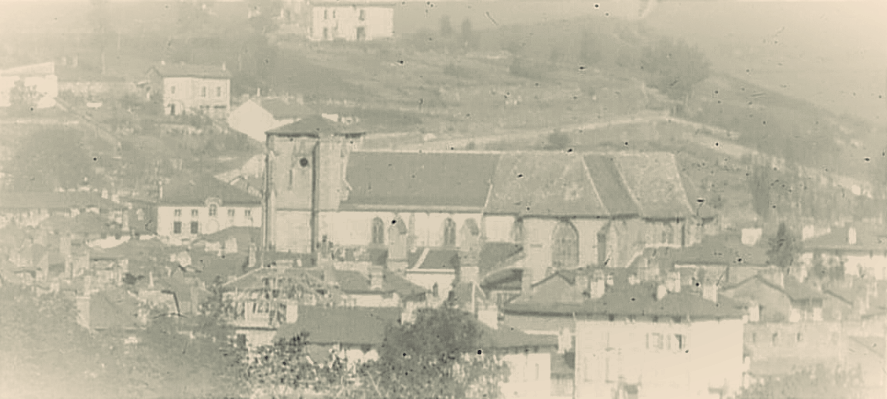
L'abbatiale et son clocher à moitié construit photographiée par Leger Parry vers 1890.
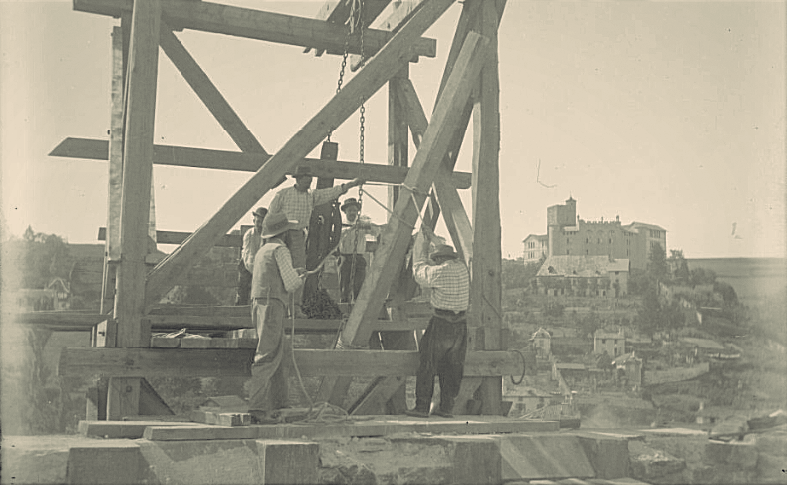
Fin de la construction du clocher, Leger Parry, 1898.

## Un domaine immense
L'abbaye d'Aurillac a fondé des centaines de prieurés qui s'étendaient jusqu'en Catalogne et en Espagne sur une douzaine de diocèses, ce qui mettait l'abbé-comte d'Aurillac à la tête d'un territoire immense.

## La ville: un territoire de sauveté
Après la consécration de la première église abbatiale en 916, Géraud d'Aurillac affranchit les cent premiers serfs (nombre maximum que permettait le droit romain), et délimita un vaste territoire entre quatre croix qu'il donna à tous ceux qui voulaient s'y établir, avec tous les droits d'une municipalité. Ce franc alleu, qui est à l'origine de la ville d'Aurillac, est une des premières sauvetés connues.
Géraud avait voulu l'affranchissement gracieux de tous les serfs de son domaine. Le servage disparaît de cette région.

## Héraldique

Armoiries de l'abbaye.

Les armes anciennes de l'abbé étaient « De gueules à la bordure engrélée de sinople », il a pour origine un miracle, rapporté dans la première Vie de saint-Géraud, montrant comment une flaque de sang versé en sacrifice a redonné vie à une terre que l'on croyait stérile et où l'on constate que l'herbe a repoussé tout autour.
Ses armes modernes sont un écu « Parti d'or et de sinople, à la bordure engrélée de l'un en l'autre. »
Support: une mitre et une crosse marquant la souveraineté spirituelle des abbayes chef d'ordre, une épée marquant la haute juridiction civile.
Cri: « Orlhac, Orlhac, per Guiral et per l'abbat ! ». La bannière à ses armes serait à l'origine du blason de l'Auvergne.
Le sceau personnel de Jean d'Armagnac, 38e abbé élu en 1465, était un cercle de cuivre et faisait 18 centimètres de circonférence. Il représente un dais gothique sous lequel deux génies soutiennent l'écusson de saint Géraud. Un peu plus bas, un ange aux ailes, entoure de ses bras les armoiries d'Armagnac, que surmonte une crosse dentelée. Un cierge allumé brûle de chaque côté. Tout autour se lit l'inscription : « Sigillum Johannis de Armanhaco pro ejus curia abbatiali Aureliaci ». On le tenait au moyen d'un anneau plat et ouvré qui, lorsqu'il n'était plus soutenu, se penchait à droite en roulant sur sa charnière.

Armoiries anciennes (jusqu'au XVe siècle).
Bannière de l'abbaye XIIe siècle.
Bannière de l'abbaye XIe siècle.
Bannière de l'abbaye XIe siècle.
Armoiries des comtes d'Auvergne XIIIe siècle.
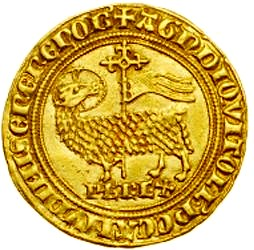
Agneau divin portant la bannière de la rédemption, Philippe le Bel.

## Histoire de l'abbaye
Avec l'abbatiat d'Odon, Aurillac a été le prototype de celle de Cluny, et a contribué en même temps qu'elle à toutes les grandes entreprises de la Chrétienté, en particulier à la Reconquista et la Réforme grégorienne.

### L'apogée (Xe–XIIIesiècles)

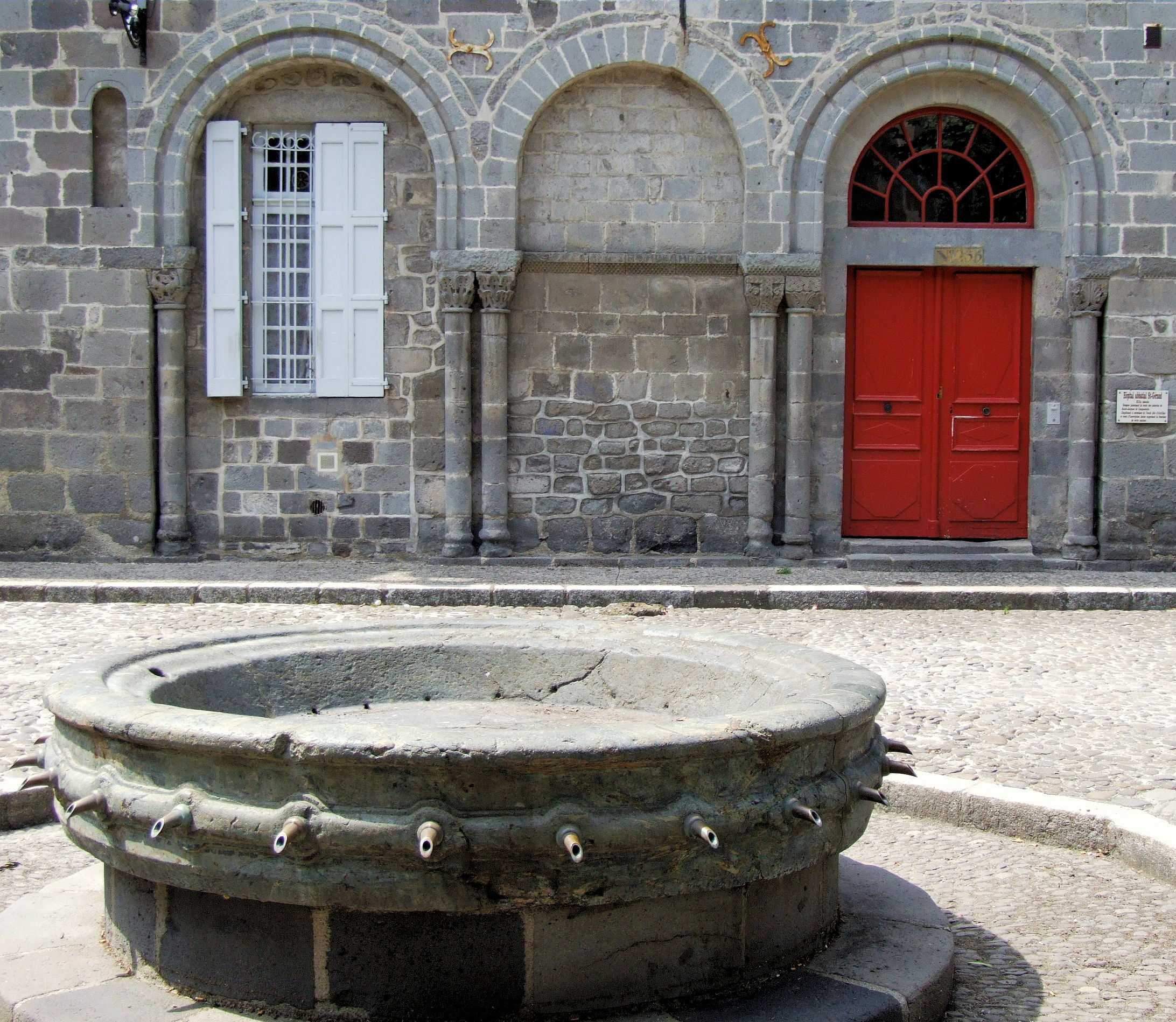
Façade romane de l'ancien hôpital de l'abbaye d'Aurillac, avec la fontaine romane en serpentine.

Déjà richement dotée lors de sa fondation, l'abbaye s'enrichit grâce aux immenses libéralités de Jean, le deuxième abbé qui était de la famille de Géraud, d'une comtesse Aldegarde, de plusieurs comtes de Toulouse et de Poitiers, et de nombreux autres seigneurs.
Grâce aussi aux dons des fidèles et des pèlerins puisqu'elle était un lieu de pèlerinage sur la route de Rome par les Alpes et par Le Puy, et aussi vers la Catalogne et vers Saint-Jacques-de-Compostelle ; elle avait bâti le long de ces itinéraires un réseau de prieurés qui servaient de relais aux voyageurs comme l'hôpital Sainte-Marie-du-Mont, au col du Mont-Cébro en Cerdagne.
L'abbaye d'Aurillac fut attaquée et pillée en même temps que la ville le 3 janvier 1184 par une bande de Routiers commandée par Louvart et Sanche de Savagnac.
D'après une bulle de Nicolas IV datée de 1289, l'abbaye d'Aurillac possédait plus de cent prieurés, devenus autant de paroisses, puis de communes, situées dans dix-sept diocèses différents. Leurs domaines produisaient à cette date plus de 80 000 livres de rente. Dans le diocèse d'Agen, on trouve les prieurés de Montsempron, de Montalazat, de Lédat, d'Almayrac, de Saint-Front, etc. Dans celui de diocèse de Toulouse le prieuré de Saint-Sulpice, le château de Soliniac, les églises de Cambiac, de Varennes, Saint-Pierre-et-Saint-Paul-de-Toulouse, etc.

#### Un rayonnement culturel européen
L'abbaye, qui posséda très tôt une bibliothèque et un scriptorium, constitua un foyer intellectuel et culturel important dès le Xe siècle : la correspondance de Gerbert avec son ancien écolâtre montre qu'il procurait des manuscrits antiques à son ancienne abbaye. Jean de Salisbury évêque de Chartres, qui mourut en 1180, en témoigne aussi lorsqu'il parle des moines de Luxeuil: « Ils sont les maîtres, non seulement des hommes éloquents, mais de l'éloquence même, car (ils sont) égaux en plusieurs points aux moines d'Aurillac qui ont acquis une grande habileté et une longue pratique d'un grand nombre de sciences. »
L'Histoire littéraire de la France, vol. VI, p. 23, indique qu'« Aurillac, monastère qui avait été fondé à la fin du siècle précédent par saint Géraud, fut le principal berceau du renouvellement des lettres qui se fit au Xe siècle. »

#### Des hôtes illustres
Ont séjourné à Aurillac :
- Borell II, comte de Barcelone, en 963, se rend à Rodez pour épouser Leutgarde, fille du comte de Rouergue (qui est aussi marquis de Gothie). Il fait étape à l'abbaye d'Aurillac pour vénérer les reliques de saint Géraud[10]. L'abbé Adralde l'interroge sur le savoir des abbayes catalanes. Borrell lui confirme l'excellence de ces monastères et l'abbé convainc le comte d'emmener Gerbert, qui est particulièrement brillant, y poursuivre sa formation[11].
- Gerbert d'Aurillac (entre 945-950 - 1003), futur pape Sylvestre II. Il est admis vers l'âge de douze ans à l'abbaye Saint-Géraud d'Aurillac, et y étudie les arts libéraux qui comprennent le trivium et le quadrivium sous l'enseignement de l'écolâtre Raymond de Lavaur[12].
- le roi de France Robert le Pieux (v.972-1031), y vint vers 1021 en pèlerinage pour y visiter les reliques de saint Géraud et le berceau de Gerbert, dont il avait été le disciple.
- Le pape Urbain II vint à Aurillac consacrer le nouveau monastère (bulle du 19 avril 1096), sous l'abbatiat de Pierre de Cézens qui avait assisté en 1095 au concile de Clermont où fut initiée la première croisade.
- Guillaume d'Auvergne, ministre et conseiller de Saint-Louis
- Monseigneur Guillaume-Marie Frédéric Bouange (1814-1884), évêque de Langres, né à Aurillac, historien de l'abbatiale Saint-Géraud.

### La sécularisation (XVIe–XVIIesiècles)
La plupart des prieurés avaient été sécularisés pour devenir des paroisses en exécution de la décision du Quatrième concile du Latran.

#### Les abbés commendataires
À partir du XVIe siècle, l'abbaye d'Aurillac entra dans un processus de sécularisation, à partir d'une bulle du pape Pie IV datée du 13 mai 1561, sous l'abbatiat de Martin de Beaune, chancelier de la reine Catherine de Médicis qui l'avait nommé contre l'avis des moines. Les abbés commendataires cessaient d'être élus par le chapitre et de résider dans l'abbaye.
L'introduction de la commende, c'est-à-dire la nomination d'un supérieur étranger à la communauté monastique et non résident, constitua une étape importante; l'abbé commendataire, souvent nommé par le roi, touchant les revenus du monastère, sans être tenu d'y résider.

#### Destruction par les calvinistes
Peu après, sous l'abbatiat du cardinal Luigi Pisani, noble vénitien qui ne vint que pour son investiture, la ville d'Aurillac fut attaquée et prise le mardi 6 septembre 1569 par une bande calviniste qui instaura un régime de terreur. Église, couvent, palais abbatial, sculptures, tombes, tout fut impitoyablement détruit et incendié. Tous les métaux précieux furent fondus et emportés vers Genève, tous les livres, manuscrits, archives de l'abbaye furent entassés sur la place et brûlés. Au nom des princes de Navarre et de Condé, toutes les propriétés de l'abbaye : terres, bâtiments, droits, meubles, sont vendus à l'encan pendant plusieurs jours au cours d'enchères publiques où des acheteurs étrangers viennent de partout. Pendant quatorze mois, les habitants de la ville sont rançonnés, torturés, voire assassinés, pour leur extorquer leur argent.
Aujourd'hui, il ne reste pas grand-chose de l'ancien monastère : quelques pans de l'église Saint-Pierre-et Saint-Paul incorporés dans l'église Saint-Géraud, l'ancien hôpital roman, sa façade à arcades et quelques tours carrées qui participaient à son système de défense pour signaler par des feux l'arrivée d'ennemis.
Les divers vestiges bénéficient de multiples protections au titre des monuments historiques : classements en 1920 et 1942 et inscription en 2018.